# Johann Gürtler
 Johann Gürtler  (* 16. September 1868 in Grein, Oberösterreich; † 19. September 1936 ebenda) war Fleischermeister und Politiker.

## Leben
Als Sohn eines Greiner Fleischermeisters und Gasthofbesitzers erlernte Gürtler ebenfalls das Fleischerhandwerk und kehrte nach Ableistung des Militärdienstes zurück zu seinem bürgerlichen Beruf. Bis 1918 war Gürtler kaiserlicher Hoflieferant. Durch 40 Jahre war er Direktor und 30 Jahre Direktionsvorstand der Greiner Sparkasse, außerdem Mitglied des Bezirkswirtschaftsrates und der Landeskommission für Fremdenverkehr. Er war verheiratet und hatte zwei Söhne und eine Tochter.

## Politik
Gürtler war zwischen 1897 und 1934 Bürgermeister von Grein und tat in dieser Zeit ungeheuer viel für seinen Heimatort. Er bemühte sich unter anderem um den Bau der Bürgerschule und Ausgestaltung des Versorgungsheimes, um die Elektrifizierung und die Errichtung der Kanalisation, um den Neubau der Donaukai-Anlagen sowie um den Weiterbau der Eisenbahnlinie Mauthausen - Krems.
Zwischen 1919 und 1934  war Gürtler für die Christlichsoziale Partei Mitglied des Nationalrates. Als Redner trat er weniger in den Vordergrund, intervenierte jedoch oft für einzelne Bürger. Innerhalb der Christlichsozialen gehörte er eher dem liberalen Flügel an.

## Auszeichnungen
- Goldenes Verdienstkreuz
- Silbernes Ehrenzeichen für Verdienste um die Republik Österreich
- Berufstitel Kommerzialrat
- Ehrenbürger von Grein